# Neofreudiánusok
Neofreudiánusok A 19. és 20. század fordulóján egy új pszichológiai irányzat alapköveit fektette le a kor híres orvosa, Sigmund Freud (1856-1939), amit pszichoanalízisnek nevezünk. A többi iskolával ellentétben ez az irányzat nem akadémiai, hanem klinikai környezetben alakult ki, s középpontjában a személyiség áll, elsősorban a betegek magatartására és kezelésére összpontosít, ennek köszönhetően alakult ki több terápiás módszer. Megjelenése a mesmerizmus és a hipnózis térhódításának tudható be. Ezek alapján alkotta meg Freud legkiemelkedőbb elméleteit, mint például a strukturális és topografikus modellt, a pszichoszexuális fejlődési szakaszokat, az álomfejtést és a szabad asszociáció fogalmát.
Néhány Freud utáni pszichoanalitikus jobban ragaszkodott az eredeti tanításokhoz, mint a többiek, őket neofreudiánusoknak nevezzük, akik bár bizonyos dolgokban eltávolodtak Freudtól, mégis alapjaiban közel maradtak elméleteihez.

## Anna Freud

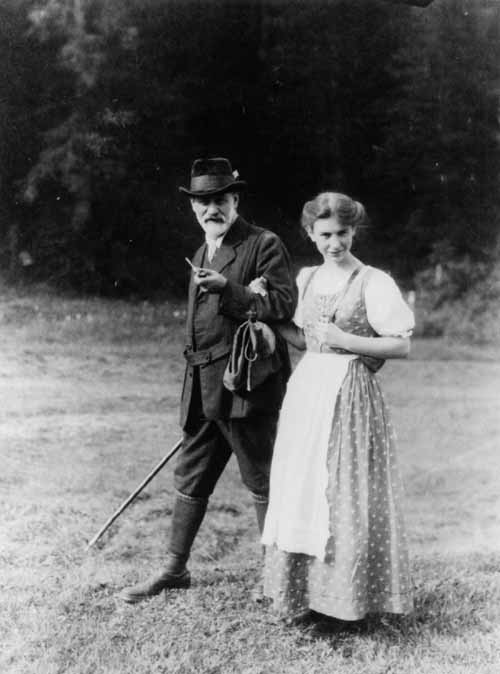
Anna Freud apja, Sigmund Freud társaságában

Ezen irányzat egyik legkiemelkedőbb alakja, maga Sigmund Freud lánya, Anna Freud (1895-1982) volt, aki követőként folytatta a pszichoanalitikus elmélet fejlesztését. Habár formális tudományos képzésben sosem részesült, részt vett a Bécsi Pszichoanalitikus Társaság összejövetelein és miután elvégezte édesapja által vezetett analízisét, 1922-ben tagja lett a bécsi társaságnak és gyermekanalitikusként dolgozott.
Freud halála után Anna lett a pszichoanalitikus iskola egyik legfőbb támogatója, ezáltal édesapja szellemi hagyatékának öregbítője. Ő fogalmazta meg azt először, hogy a gyermekeknek és felnőtteknek külön bánásmódban kell részesülniük a pszichoanalízis szempontjából, azért, mert a gyermekek még képtelenek egy felnőtt-típusú indulatáttételt létrehozni.
Legismertebb művében, Az én és a védekező mechanizmusok című könyvében fejti ki legfontosabb elméletét, mely a legfőbb védekezési mechanizmusokat különbözteti meg és tárgyalja részletesen. Ezek az elfojtás, a regresszió, a racionalizáció, a projekció, a reakcióképzés, az eltolás és a szublimáció. Ezek közül a legalapvetőbb, melyet már Freud is tárgyalt, az elfojtás, mely az elfogadhatatlan gondolatok, emlékek és impulzusok a tudatból a tudattalanba való eltávolítása. A regresszió egy korábbi fejlődési szakaszra történő visszahúzódás, melyet általában valamilyen traumatikus élmény okoz. Ilyen például a gyermek első iskolai napja, amikor a frusztráció infantilis magatartásban nyilvánul meg (sírás, ujjszopás). A racionalizáció az ego arra irányuló kísérlete, hogy a tévedésekre és a kudarcokra észszerű, bár valójában nem igaz magyarázatot adjon. Például egy diák, ha rosszul teljesít, ahelyett, hogy bevallaná, nem készült, úgy véli, hogy a tanár ellenszenvének tudható be eredménytelensége. A projekció az a folyamat, melynek során saját kellemetlen vagy zavaró vágyainkat másokra vetítjük ki, míg azokat magunkban egyszerűen letagadjuk, például egy kihűlt kapcsolatban az a fél, amelyik már nem érez semmit a másikat vádolja meg ezzel. A reakcióképzés során a személy olyan vágyakozó kijelentéseket tesz, amelyek éppen ellenkezői annak, amit igazán szeretne. Így ha az anya tudattalanul nem szereti gyermekét, túlzottan féltő módon nevelheti azt, emellett egy attitűd túlzott kimutatásában is megjelenhet ez a jelenség. Az eltolás során az érzelem áttevődik a valós tárgyról egy biztonságosabbra, például a megbüntetett gyermek agresszióját kisebb testvérein vagy játékain éli ki. A szublimáció olyan áttolás, melyben a helyettesítő tárgy társadalmilag elismert: romboló hajlamaival küzdő személy ezeket a tiltott vágyakat levezetheti a művészetben.
A neofreudiánusok közt többen is összpontosítottak a gyermekanalízisre, ennek tudható be Anna Freud és a londoni gyermekanalitikus védelmező, Melanie Klein rivalizációja.

## Melanie Klein

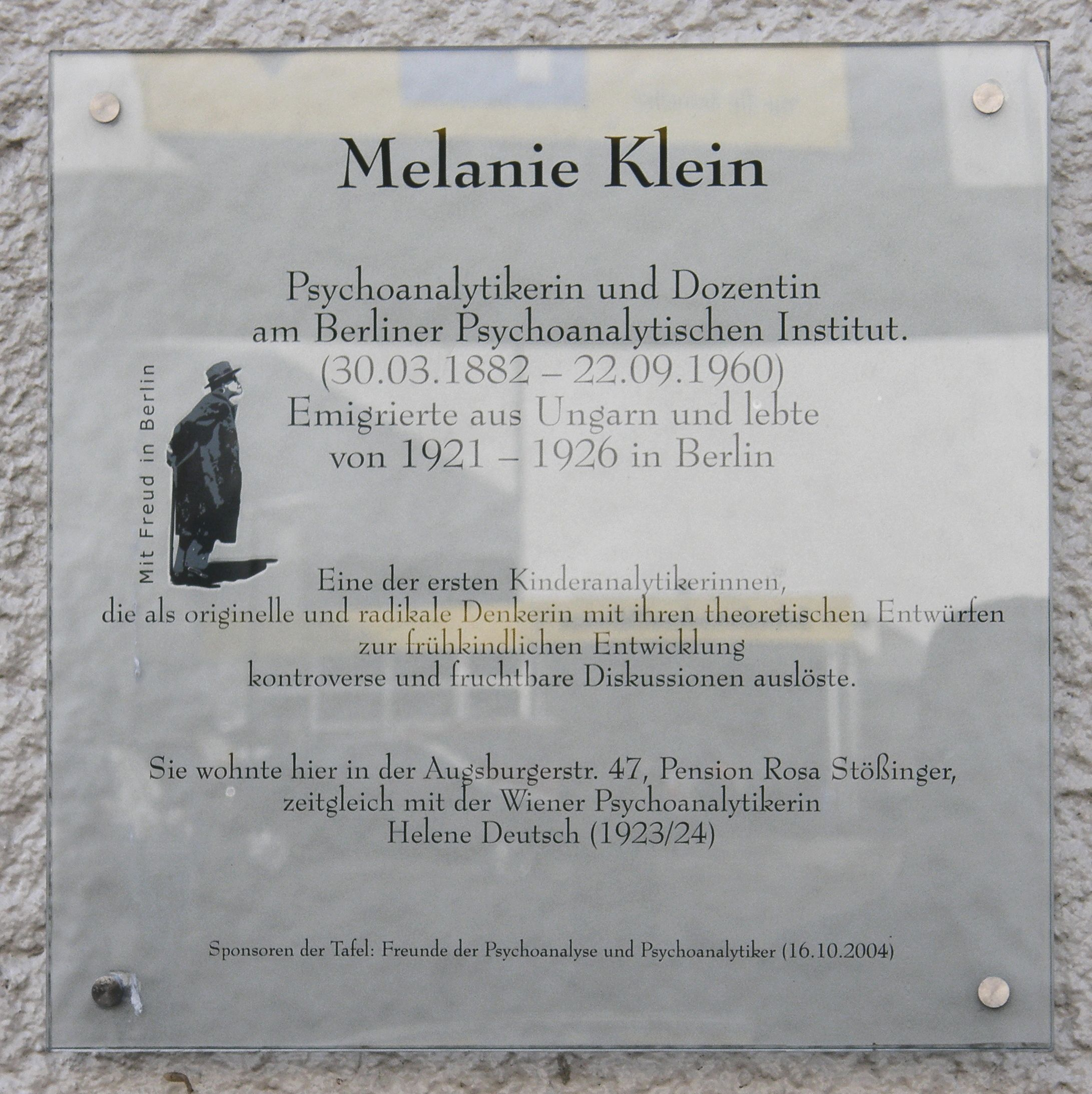
Melanie Klein emléktáblája Berlinben

Melanie Klein (1882-1960) először Budapesten vett részt Ferenczi Sándor analízisében, majd ezután Berlinben a Karl Abraham által vezetett pszichoanalízisben, ahol később Ernest Jones-szal is megismerkedett. 1926-ban Jones elhívta Melanie Kleint Londonba annak érdekében, hogy javítsa a Londoni Pszichoanalitikus Csoport szellemi felkészültségét, és a gyermekek számára egy jó gyermekanalitikust is biztosítson.
Bár Klein nem állt szoros kapcsolatban Sigmund Freuddal, az mégis úgy tekintett rá, mint lánya álláspontjának megkérdőjelezőjére. A Freud család 1938-as Angliába érkezése szakadást okozott a Brit Pszichoanalitikus Mozgalomban és az ezt követő években is feszült és nehéz volt a helyzet a Társaságban, egészen Klein 1960-as haláláig.
Annak ellenére, hogy Melanie Klein nézeteire ellenszenvvel tekintett a Freud család, azok valóban szorosan összefüggtek és illeszkedtek a freudi keretekbe. Az egyetlen különbség talán az volt, hogy Klein a személyiségfejlődés preödipális szakaszaira helyezte a hangsúlyt és kiemelte a gyermek korai nevelésének jelentőségét, mely a felnőtt személyiség formálódásában elsődleges szerepű. Bár egyetértett Freud idről, egóról és szuperegóról alkotott elméletével, úgy gondolta, ez a három rendszer már az élet kezdetekor viszonylag elkülönül egymástól. Emellett nagy jelentőséget tulajdonított az anya tápláló-nevelő funkciójának, számára a női mell mitikus tulajdonságokkal bírt. Azt gondolta, hogy a férfiak nemcsak kasztrációs szorongást, de „mellirigységet” is megélnek, mely szintén a korai gyermekkorral hozható összefüggésbe: Klein szerint egyes gyermekek agresszívabbak társaiknál, és szükségleteik ki nem elégítése esetén intenzív irigységet élnek át. Emiatt kevésbé értékelik a törődést, felnőttként pedig nem pozitívan és hálásan szemlélik majd a világot, hanem irigységre alapozva.
Anna Freuddal ellentétben úgy vélte, ugyanazt a pszichoanalitikus technikát egyaránt lehet alkalmazni gyermekekre és felnőttekre is, hiszen a szülői ráfordítás mennyisége és minősége az élet későbbi szakaszaira nézve egyaránt meghatározó, több probléma is ide vezethető vissza.
Anna Freud és Melanie Klein egyaránt úttörő jelentőségű női terapeuták voltak. Ahogy egyre inkább belefolytak a pszichoanalízisbe, egyre jobban megkérdőjelezték Freud rendszerének néhány „férfisoviniszta” elemét. Ahogyan az 1957-es Irigység és hála c. könyvében is írja: "Freud úgy beszélt a csecsemő szopási élvezetéről, mint a szexuális kielégülés prototípusáról. Nézetem szerint ezek a tapasztalatok nem csak a szexuális kielégülés alapját képezik, hanem minden későbbi boldogságét, és lehetővé teszik az egység érzését egy másik személlyel."
Munkásságát azonban számos kritika is érte, többek szerint elmélete csupán fantázia szüleménye, és valós bizonyítékokkal alá nem támasztható. Nézőpontja túlzottan depresszív, lekicsinyíti a személy-környezet interakciót szerepét, miközben a halálösztönnek túl nagy jelentőséget tulajdonít. Ennek személyes okai is lehetnek, hiszen szerzőjük életét számos tragédia érte: bátyja és nővére életét vesztette, majd 1935-ben fia, Hans is. Lánya, a szintén pszichoanalitikussá vált Melitta pedig édesanyja munkásságának egyik legnagyobb bírálójává vált: Melanie Klein életének hosszú periódusát szorongás és depresszió kísérte.
Az 1940-es években Melanie Klein követői valóságos intellektuális háborút indítottak Anna Freud ellen, mely végül kudarcot vallott, és végül Klein kényszerült visszavonulásra. Elméletei viszont az idők során egyre népszerűbbé váltak, és megkérdőjelezhetetlen szerepet töltenek be a gyermekpszichológiában és tárgykapcsolat-elméletekben.

## Karen Horney

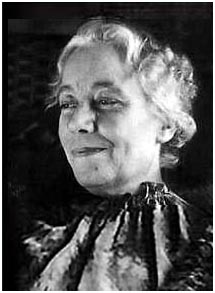
Karen Horney arcképe 1938-ból

Anna Freud és Melanie Klein mellett Karen Horney volt még tagja azon korai női analitikusoknak, akik jelentősen hozzájárultak a „nőiesebb” pszichoanalitikus elmélet kidolgozásához. Karen Horney (1885-1952) édesanyja ösztönzésére, 1906-ban beiratkozott egy orvosi iskolába. Itt találkozott Oskar Horneyval, akihez később feleségül ment, majd 1915-ben a berlini egyetemen szerezte meg mesteri fokozatát. Karl Abrahamhoz járt pszichoanalízisbe és 1918-tól egészen 1932-ig kapcsolatban állt a Berlini Pszichoanalitikus Intézettel.
1932-ben belépett a Chicagói Pszichoanalitikus Intézetbe, ahol hamarosan az igazgató munkatársa lett. Néhány év múlva Horney New Yorkba költözött, ahol pszichoanalízist folytatott, és a New York-i Pszichoanalitikus Intézetben tanított. Az ortodox pszichoanalízisből való kiábrándulása arra késztette, hogy más hasonló gondolkodású tudóssal megalapítsa az Association for the Advancement of Psychoanalysis (Szövetség a pszichoanalízis fejlődéséért) és az American Institute of Psychoanalysist (Amerikai Pszichoanalitikus Intézet), melynek haláláig vezetője volt.
Bár Horney alapvetően elfogadta a freudi-elmélet jelentős részét, azonban, például ellenezte Freudnak a péniszirigységről mint a feminin pszichológia meghatározó tényezőjéről alkotott elképzeléseit. Azt vallotta, hogy a probléma lényege az, hogy a pszichoanalízist gyakorlatilag egy férfigéniusz alkotta meg, ezért a freudi pszichoanalízis lényegében maszkulin pszichológia. Horney arra jutott, hogy a női pszichológiát inkább az önbizalomhiány és a szeretetkapcsolatok túlhangsúlyozása jellemzi, és nem a kisebbrendűségi érzés, illetve a férfiak iránti féltékenység. Ezek mellett Karen Horney nevéhez kötődik olyan fontos fogalom is, mint az alapvető szorongás, mely a gyermek elhagyatottságának és elszigeteltségének érzését fejezi ki egy potenciálisan ellenséges világban, vagyis általánosságban bármi, ami megzavarja a gyermek és a szülei közötti kapcsolatot, alapvető szorongást idézhet elő. Ennek ellenében a gyermek, különböző stratégiákat és védekezési módokat fejleszt ki, melyek közül bármelyik tartós személyiségvonás, viselkedésmintázat lehet.
Tíz olyan szükségletet azonosított, melyeket neurotikusnak tekintett abban az értelemben, hogy irracionális probléma megoldási módokat reprezentálnak, például a hatalom iránti szükséglet, mások elpusztításának szükséglete, személyes elismertség, tökéletesség és megtámadhatatlanság szükséglete. Egy későbbi művében ezt a tíz neurotikus szükségletet három csoportba osztotta:
1. Emberek irányába történő elmozdulás, mozgásérzés pl: szeretet, elfogadás iránti szükséglet;
2. Emberektől való eltávolodás pl.: önállóság, függetlenség szükséglete;
3. Emberek ellen irányuló szükségletek pl.: hatalom szükséglete.

Addig, amíg az egészséges emberek képesek integrálni ezt a három orientációt, addig a neurotikusok nem és nem tudják megoldani a konfliktusaikat. A Horneyéhoz hasonló pszichoanalitikus változások hamarosan új kérdéseket vetettek fel, melynek egyike a kötődés kialakulásának problémáját feszegette.

## Erik H. Erikson

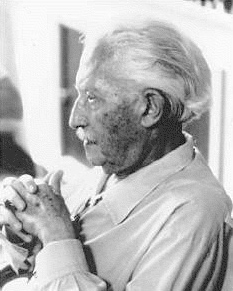
Erik Erikson időskori fényképe

A gyermekekkel foglalkozó pszichoanalitikus Erik Erikson (1902-1994) a fejlődéslélektanban kifejtett munkásságával vált ismertté. Anna Freudhoz járt analízisbe, és 1933-ban végezte el a Bécsi Pszichoanalitikus Intézet képzését. A freudi pszichoszexuális fejlődési szakaszokat nyolcra egészítette ki: orál-szenzoros (bizalom vs. bizalmatlanság), muszkuláris-anális (autonómia vs. szégyen/kétely), lokomotoros-genitális (kezdeményezés vs. bűntudat), latencia (teljesítmény vs. kisebbrendűség), pubertás-, serdülőkor (identitás vs. szerepkonfúzió), fiatal felnőttkor (intimitás vs. izoláció), felnőttkor (alkotóképesség vs. stagnálás), érett-, valamint öregkor (integritás vs. kétségbeesés). Úgy vélte, hogy minden egyes szakasznak megvan a maga identitáskrízise és a maga kívánatos fejlődési végkimenetele. Ha a személy úgy tekint vissza, hogy életének volt értelme, akkor az integritás érzésével kerül ki. Kétségbeesés akkor keletkezik, ha a személy úgy érzi, hogy életének nem volt értelme. Fejlődési elméletalkotása mellett Erikson népszerűsítette az úgynevezett „pszichotörténelmet”, mely egy történelmi személy pszichoanalitikus elemzése. Ennek az új történelemszemléletnek az eredménye például A fiatal Luther (Erikson, 1962), mely Luther Márton életéről szóló kiváló tanulmány.

## Az irányzat további jeles képviselőiből
- Carl Gustav Jung
- Harald Schultz-Hencke
- Erich Fromm
- Frieda Fromm-Reichmann
- Harry Stack Sullivan
- Clara Thompson
- Abram Kardiner
- Alfred Adler